# يوهانا شبيري
يوهانا شبيري Johanna Spyri واسمها الأصلي يوهانا لويزه هويْسر (ولدت في 12 يونيو 1827 في هيرتسل في مقاطعة زيورخ السويسرية - ماتت في زيورخ في 7 يوليو 1901) من أشهر كاتبات قصص الأطفال في القرن التاسع عشر، وهي مبتكرة شخصية هايدي الشهيرة.

## حياته
كانت يوهانا الطفلة الرابعة بين ستة من الأطفال أنجبهم الطبيب يوهان ياكوب هويْسر، وزوجته الشاعرة ميتا هويْسر شفايتسر. نشأت يوهانا في قرية هيرتسل Hirzel, وهي قرية تقع في مقاطعة زيورخ السويسرية. تزوجت في عام 1852 من محام من زيورخ، منح فيما بعد لقب كاتب المدينة، وهو يوهان برنارد شبيري.
نشرت أول أعمالها الأدبية في عام 1871, وهي قصة بعنوان «ورقة على قبر فروني» Ein Blatt auf Vronys Grab. وفي عام 1880 نشرت قصتها الشهيرة «سنوات هايدي الأولى في التعلم والترحال», التي حظيت بشهرة ونجاح عالميين. ثم نشرت الجزء الثاني منه بعد عام واحد بعنوان «هايدي يمكن أن تحتاج إلى ما تعلمته». ويحظى الكتاب برواج وشعبية حتى الآن. وقد قيل أنه أكثر الكتب ترجمة في العالم بعد الإنجيل والقرآن، وقد حول إلى فيلم أكثر من مرة.
وتتناول جميع كتب ومؤلفات يوهانا بشكل نقدي، ظروف الحياة في سويسرا خاصة في بداية عصر التصنيع والرأسمالية في القرن التاسع عشر. وتدور معظم قصصها حول مصائر الأطفال والنساء الشابات، الذين يجدون معاناة كبيرة في الحياة، ولم تكن معالجة هذا الموضوع ينظر إليه كموضوع أدبي فقط، وإنما كان كموضوع أساسي في الفكر الاجتماعي الاشتراكي.
توفيت يوهانا شبيري في زيورخ في عام 1901, ودفنت في مقبرة زيلفيلت Siklfeld.

## من أعمالها
- ورقة على قبر فروني 1871
- إلى بيت العائلة 1872
- بلا مأوى 1878
- من كل حدب وصوب 1879
- سنوات هايدي الأولى في التعلم والترحال 1880
- في يوم الأحد 1881
- هايدي يمكن أن تحتاج إلى ما تعلمته 1881
- قصص قصيرة للأطفال وللذين يحبون الأطفال 1882
- أين هرب أطفال جريتلي 1883
- أطفال جريتلي يعودون 1884
- من حياة محام 1885
- من الجبال السويسرية 1888
- ماذا كان مصيرها 1889
- قصر فيلدنشتاين 1892
- طاحونة شتاوْفر 1901

## روابط خارجية
- يوهانا شبيري على موقع IMDb (الإنجليزية)
- يوهانا شبيري على موقع الموسوعة البريطانية (الإنجليزية)
- يوهانا شبيري على موقع ألو سيني (الفرنسية)
- يوهانا شبيري على موقع ميوزك برينز (الإنجليزية)
- يوهانا شبيري على موقع أول موفي (الإنجليزية)
- يوهانا شبيري على موقع قاعدة بيانات الأفلام السويدية (السويدية)
- يوهانا شبيري على موقع ديسكوغز (الإنجليزية)
- يوهانا شبيري على موقع قاعدة بيانات الفيلم (الإنجليزية)
- يوهانا شبيري على موقع كينوبويسك (الروسية)